# Alypia brannani
Alypia brannani är en fjärilsart som beskrevs av Richard Harper Stretch 1872. Alypia brannani ingår i släktet Alypia och familjen nattflyn. Inga underarter finns listade i Catalogue of Life.